# Henri Bate de Malines
Pour les articles homonymes, voir Bate.
Henri Bate (au nom latinisé en Henricus Batenus Mechliniensis), né le 24 mars 1246 à Malines, dans la seigneurie de Malines (Belgique), et décédé à l'abbaye de Tongerlo après 1310, est un philosophe, théologien, astronome, astrologue, poète et musicien. Écrivant en latin il signait Henricus Batenus Mechliniensis.

## Biographie
Maître ès art de l'université de Paris avant 1274, Henri Bate fut l'élève de Thomas d'Aquin. Il devint chanoine et chantre de la cathédrale Saint-Lambert à Liège (avant 1289). Il construisit des astrolabes et dédia son traité Magistralis compositio astrolabii à son ami Guillaume de Moerbeke. Il dressa également des tables astronomiques : Tabule Mechlinienses, rédigées vers 1285-1295, et commenta, lors de son séjour à Rome en 1292, des œuvres astrologiques d'auteurs juifs (Abraham ibn Ezra) et arabes (Albumasar).
Henri devient le précepteur de Guy de Hainaut, frère du comte Jean d'Avesnes, pour lequel il écrit, entre 1285 et 1305, un Speculum divinorum et quorundam naturalium (« Miroir des choses divines et de quelques autres [choses] naturelles »).
Vers 1309, il se retire chez les chanoines prémontrés de l'abbaye de Tongerlo, où il termine ses jours. Nicolas de Cues considérait Henri Bate comme un annonciateur de la théorie de la coïncidence des opposés.

## Écrits
- Speculum divinorum et quorundam naturalium (Miroir des choses divines et de certaines des choses de la nature, 1281-1305)
  - pars I-III : Louvain-la-Neuve (Institut Supérieur de Philosophie) et Paris (Publications universitaires Béatrice Nauwelaerts), édi. par Dom E. Van de Vyver, 1960-1967, 2 vol., CX-262 p. (Introduction, Littera dedicatoria, tabula capitulorum, proemium, pars I) et 281 p. (pars II, pars III)
  - pars IV-V : Louvain, Leuven University Press, 1993, LIV-216 p. : On the Nature of Matter. On the Intellect as Form of Man.
  - pars VI-VII : Louvain, Peeters, 1994, 208 p. : On the Unity of Intellect and on the Platonic Doctrine of the Ideas
  - XI-XII : Louvain, Leuven University Press, 1989, 228 p. : On Platonic Philosophy
  - XIII-XVI : Louvain, Leuven University Press, 2002 : On thinking and happiness
  - XX-XXIII : Louvain, Leuven University Press, 1997, 563 p., bilingue : On the Heavens, the Divine Movers, the First Intellect
- Magistralis compositio astrolabii (1274). Description de l'équatoire, instrument astrologique[3]
- Épître à Guy d'Avesne (Epistula ad Guidonem Hannoniae), dans G. Wallerand, Henri Bate de Malines, Louvain, Institut Supérieur de Philosophie de l'Université, 1931.
- Magistralis compositio astrolabii (1274)